# John McLeod
John McLeod, var en brittisk curlingspelare. Han var reserv i det brittiska curlinglaget vid olympiska vinterspelen 1924 i Chamonix.